# فيتالي تيموفييف
فيتالي تيموفييف (بالروسية: Тимофеев, Виталий Валерьевич)‏ هو لاعب كرة قدم روسي في مركز الدفاع، ولد في 4 فبراير 1982 في نوفوتشركاسك في روسيا. لعب مع بالتيكا كالينينغراد وروتور فولغوغراد وشاختيور سوليجورسك ولوخ إينيرجيا فلاديفوستوك وموردوفيا سارانسك ونادي خيمكي ونادي دينامو الداغستاني ونادي سكا.

## وصلات خارجية
- فيتالي تيموفييف على موقع قاعدة بيانات كرة القدم.إي يو (الإنجليزية)
- فيتالي تيموفييف على موقع Soccerway.com (الإنجليزية)